# Sarsegāz
Sarsegāz (persiska: سرسگاز) är en ort i Iran.   Den ligger i provinsen Kermanshah, i den nordvästra delen av landet, 300 km väster om huvudstaden Teheran. Sarsegāz ligger 2 062 meter över havet och antalet invånare är 430.
Terrängen runt Sarsegāz är huvudsakligen kuperad, men åt nordväst är den platt. Runt Sarsegāz är det ganska tätbefolkat, med 80 invånare per kvadratkilometer. Närmaste större samhälle är Sonqor, 19,5 km väster om Sarsegāz. Trakten runt Sarsegāz består i huvudsak av gräsmarker.